# Aumale (Sena Marítim)
Aumale és un municipi francès, situat al departament del Sena Marítim, dins la regió de Normandia. L'any 1999 tenia 2.577 habitants. Aumale es troba a l'est del departament del Sena Marítim. És situat als marges del riu Bresle. L'alcalde de la ciutat és Pierre-Marie Duhamel (2001-2008).

## Demografia
El 2007 la població de fet d'Aumale era de 2.428 persones. Hi havia 1.120 famílies, de les quals 428 eren unipersonals (144 homes vivint sols i 284 dones vivint soles), 364 parelles sense fills, 216 parelles amb fills i 112 famílies monoparentals amb fills.
| Evolució de la població |       |       |       |       |       |       |       |       |
| 1793                    | 1800  | 1806  | 1821  | 1831  | 1836  | 1841  | 1846  | 1851  |
| 1.800                   | 1.815 | 1.720 | 1.902 | 1.980 | 2.003 | 2.004 | 2.218 | 2.087 |

| 1856  | 1861  | 1866  | 1872  | 1876  | 1881  | 1886  | 1891  | 1896  |
| ----- | ----- | ----- | ----- | ----- | ----- | ----- | ----- | ----- |
| 2.160 | 2.139 | 2.229 | 2.133 | 2.231 | 2.155 | 2.296 | 2.219 | 2.328 |

| 1901  | 1906  | 1911  | 1921  | 1926  | 1931  | 1936  | 1946  | 1954  |
| ----- | ----- | ----- | ----- | ----- | ----- | ----- | ----- | ----- |
| 2.383 | 2.417 | 2.412 | 2.506 | 2.482 | 2.402 | 2.350 | 2.152 | 2.462 |

| 1962  | 1968  | 1975  | 1982  | 1990  | 1999  | 2006 | 2011 | 2016 |
| ----- | ----- | ----- | ----- | ----- | ----- | ---- | ---- | ---- |
| 2.716 | 2.833 | 2.825 | 2.876 | 2.690 | 2.577 | -    | -    | -    |

| 2019 | - | - | - | - | - | - | - | - |
| ---- | - | - | - | - | - | - | - | - |
| -    | - | - | - | - | - | - | - | - |

### Habitatges
El 2007 hi havia 1.273 habitatges, 1.132 eren l'habitatge principal de la família, 36 eren segones residències i 105 estaven desocupats. 832 eren cases i 437 eren apartaments. Dels 1.132 habitatges principals, 492 estaven ocupats pels seus propietaris, 614 estaven llogats i ocupats pels llogaters i 26 estaven cedits a títol gratuït; 7 tenien una cambra, 162 en tenien dues, 322 en tenien tres, 350 en tenien quatre i 291 en tenien cinc o més. 686 habitatges disposaven pel capbaix d'una plaça de pàrquing. A 654 habitatges hi havia un automòbil i a 254 n'hi havia dos o més.

### Piràmide de població
La piràmide de població per edats i sexe el 2009 era:
| Homes | Edats   | Dones |
| ----- | ------- | ----- |
| 0     | 95 o +  | 12    |
| 16    | 90 a 94 | 12    |
| 16    | 85 a 89 | 48    |
| 20    | 80 a 84 | 36    |
| 72    | 75 a 79 | 96    |
| 48    | 70 a 74 | 72    |
| 76    | 65 a 69 | 68    |
| 44    | 60 a 64 | 56    |
| 52    | 55 a 59 | 60    |
| 68    | 50 a 54 | 100   |
| 120   | 45 a 49 | 88    |
| 136   | 40 a 44 | 104   |
| 60    | 35 a 39 | 72    |
| 100   | 30 a 34 | 64    |
| 88    | 25 a 29 | 84    |
| 92    | 20 a 24 | 72    |
| 84    | 15 a 19 | 100   |
| 60    | 10 a 14 | 68    |
| 56    | 5 a 9   | 52    |
| 60    | 0 a 4   | 48    |

## Economia
El 2007 la població en edat de treballar era de 1.472 persones, 1.043 eren actives i 429 eren inactives. De les 1.043 persones actives 944 estaven ocupades (500 homes i 444 dones) i 99 estaven aturades (43 homes i 56 dones). De les 429 persones inactives 165 estaven jubilades, 120 estaven estudiant i 144 estaven classificades com a «altres inactius».

### Ingressos
El 2009 a Aumale hi havia 1.107 unitats fiscals que integraven 2.282,5 persones, la mediana anual d'ingressos fiscals per persona era de 16.113 €.

### Activitats econòmiques
Dels 233 establiments que hi havia el 2007, 1 era d'una empresa extractiva, 7 d'empreses alimentàries, 1 d'una empresa de fabricació de material elèctric, 15 d'empreses de fabricació d'altres productes industrials, 13 d'empreses de construcció, 68 d'empreses de comerç i reparació d'automòbils, 8 d'empreses de transport, 12 d'empreses d'hostatgeria i restauració, 1 d'una empresa d'informació i comunicació, 16 d'empreses financeres, 13 d'empreses immobiliàries, 28 d'empreses de serveis, 33 d'entitats de l'administració pública i 17 d'empreses classificades com a «altres activitats de serveis».
Dels 52 establiments de servei als particulars que hi havia el 2009, 1 era una oficina d'administració d'Hisenda pública, 1 gendarmeria, 1 oficina de correu, 5 oficines bancàries, 2 funeràries, 2 tallers de reparació d'automòbils i de material agrícola, 2 autoescoles, 2 paletes, 2 guixaires pintors, 2 fusteries, 4 lampisteries, 2 electricistes, 9 perruqueries, 3 veterinaris, 6 restaurants, 5 agències immobiliàries, 1 tintoreria i 2 salons de bellesa.
Dels 45 establiments comercials que hi havia el 2009, 1 era un supermercat, 3 botiges de menys de 120 m², 3 fleques, 7 carnisseries, 1 una botiga de congelats, 2 llibreries, 13 botigues de roba, 2 botigues d'equipament de la llar, 2 sabateries, 2 botigues d'electrodomèstics, 2 botigues de mobles, 1 una botiga de mobles, 1 una botiga de material de revestiment de parets i terra, 2 joieries i 3 floristeries.
L'any 2000 a Aumale hi havia 9 explotacions agrícoles que ocupaven un total de 432 hectàrees.

## Equipaments sanitaris i escolars
El 2009 hi havia 2 farmàcies i 2 ambulàncies, 1 escola maternal i 2 escoles elementals. Aumale disposava de 2 col·legis d'educació secundària amb 533 alumnes.

## Poblacions properes
El següent diagrama mostra les poblacions més properes.

## Ciutats agermanades
Aumale manté una relació d'agermanament amb la següent ciutat:
- Cuckfield,  (Anglaterra)
- Csurgó,  (Hongria)